# Rabigus tenuis
Rabigus tenuis – gatunek chrząszcza z rodziny kusakowatych (Staphylinidae).

## Występowanie
Gatunek rozprzestrzeniony w południowej, środkowej i wschodniej Europie, wykazywany też z Syberii i kilku stanowisk w południowej Szwecji i Finlandii oraz z Karelskiej ASSR. W Polsce rzadko spotykany. Występuje na piaszczystych i gliniastych glebach nad brzegami wód, na polach uprawnych, w dołach po wybranym piasku i glinie.

## Wygląd
Głowa czarna. Przedplecze pomarańczowe. Pokrywy skrócone, dwubarwne, czarne w części nasadowej. Odwłok czarny. Nogi pomarańczowe. Czułki czarne, z wyjątkiem członu nasadowego.